# SN 2009ht
SN 2009ht – supernowa typu Ia odkryta 19 lipca 2009 roku w galaktyce A005646-0135. W momencie odkrycia miała maksymalną jasność 17,50m.